# Carlota Suárez García
Carlota Suárez García (Gijón, 20 de septiembre de 1977) es una escritora española de novela negra.

## Biografía
Higienista dental de profesión, es también escritora. Colabora en el programa de radio La buena tarde de RPA, con una sección llamada Carlota en la radio, donde da la agenda cultural y habla de literatura y de sus actividades literarias. 
Ha participado en antologías con otros autores como Doce playes (2018), Yo soy de Quini (2019), Alejandra Pizarnik y sus múltiples voces (2020)… y ha publicado dos antologías de cuentos y tres novelas.

## Trayectoria literaria
Autopublicó su primer libro de relatos, La vida es cuento, en 2014 bajo el seudónimo de Lucía Sugar. En 2016 apareció su segundo volumen de cuentos, Tinta en las alas, y en 2017 autopublicó su primera novela negra, Tinta, una muerte inexplicable, ambientada en su ciudad natal y con tintes autobiográficos. Esta obra tuvo buena acogida por parte de sus lectores, siendo una de las novelas más vendidas en Asturias durante un mes.
En 2019, la editorial HUSO publicó su segunda novela, La tumba del rey, ambientada en la isla de Gran Canaria.
En enero de 2024 publica su tercera novela, Muerte en el meridiano, con la editorial HarperCollins Ibérica.

## Obras

### Relatos
- La vida es cuento, TelA, 2014
- Tinta en las alas, TelA, 2016

### Novelas
- Tinta, una muerte inexplicable, TelA, 2017
- La tumba del rey, Huso, 2019
- Muerte en el meridiano, HarperCollins Ibérica, 2024